# 约瑟芬·彼得松
约瑟芬·彼得松（瑞典語：Josefin Pettersson，1984年1月13日—），瑞典女子冰球运动员，场上位置是前锋。她曾代表瑞典国家队参加2002年冬季奥林匹克运动会冰球比赛，获得一枚铜牌。